# Бикбулатов, Ильдар Галимнурович
Ильдар Галимнурович Бикбулатов (род. 4 ноября 1953 года) — живописец, Заслуженный художник Республики Башкортостан (1999). Член Союза художников СССР с 1986 года.

## Биография
Бикбулатов Ильдар Галимнурович родился 4 ноября 1953 года в г. Белорецк. Учился в Уфимском училище искусств (педагоги А. М. Кудрявцев и Н. Л. Самарина).
В 1978 году окончил театральный факультет Уфимского государственного института искусств (педагоги Р. М. Нурмухаметов, Э. М. Саитов). Дипломная работа — картина «Мать героя» (1978). Служил в армии.
Работал в 1991—1992 годах — главным художником Башкирского творческо-производственного комбината Художественного фонда РФ, с 1993 года — преподавателем Художественно-графического факультета БГПИ. Работает в жанре портрета, пейзажа.
Ильдар Галимнурович — член творческих групп «Альянс семи» с 1989 года и «Чингисхан» в 1990—1992 годах.
Работы художника хранятся в БГХМ, Национальной библиотеке им. А.-З.Валиди, коллекции ОАО «Фонд долгосрочных сбережений» (Уфа), Татарском общественном центре (Казань), частных собраниях.

## Работы
Портреты «Мать героя» (1978), «Портрет сына», «Портрет друга» (оба — 1981), «Портрет народной артистки РСФСР Н. Ирсаевой» (1984), «Автопортрет» (1989). «Я родился в 1953 году» (1989), «Красные сумерки» (1990), «Город на горе», «Мечеть» (оба — 1992). «Портрет художника Э. М. Саитова» (1998), «Портрет художника А. Ф. Лутфуллина» (2000), «Портрет матери» (2003).
Пейзажи: «Уральский дворик» (1981), серия «Вьетнам» (1984), «Вечер в деревне» (2003).

## Выставки
Бикбулатов Ильдар Галимнурович — участник художественных выставок с 1974 года.
Персональные выставки в Уфе (1992, 2003, 2015).

## Награды и звания
Заслуженный художник РБ (1999)